# Kijik River
Der Kijik River ist ein Fluss im Lake-Clark-Nationalpark im Südwesten des US-Bundesstaats Alaska.

## Verlauf
Der Kijik River wird auf einer Höhe von 1000 m von einem kleineren Gletscher der Neacola Mountains gespeist. Er fließt in südwestlicher Richtung durch das Bergland. Dabei durchfließt er den Lachbuna Lake. Auf den letzten zehn Kilometern wendet sich der Fluss in Richtung Südsüdost und mündet nach 66 Kilometern in den Lake Clark.
Das Einzugsgebiet umfasst 772 km².

## Natur und Freizeit
Der Kijik River bildet ein Laichgewässer des Rotlachs (Oncorhynchus nerka).
Der 30 Kilometer lange Flussabschnitt unterhalb des Lachbuna Lake bietet für Kajakfahrern und Raftern Wildwasser vom Schwierigkeitsgrad V.